# Christiane Wilwerth
Christiane Wilwerth (* 1950) ist eine belgische Schriftstellerin, die in Luxemburg lebt. Nach 27-jähriger Berufstätigkeit als Friseurin gab sie ihren Beruf aus gesundheitlichen Gründen auf und veröffentlichte im Jahr 2001 ihr Erstlingswerk Le poète de l’ancienne ardoisière.

## Werke
- Le poète de l’ancienne ardoisière. chez l’auteur, 2001. (Epuisé)
- Grumelange, la Beppe et les autres. RapidPress, 2003.
- La passion des masques. souvenirs et photos, RapidPress, 2003.